# Спенсер, Чарли
Чарльз Уи́льям Спе́нсер (англ. Charles William Spencer; 4 декабря 1899, Вашингтон, Тайн-энд-Уир, Англия — 9 февраля 1953, Блэкпул), более известный как Ча́рли Спе́нсер (англ. Charlie Spencer) — английский футболист и футбольный тренер.

## Клубная карьера
Профессиональную карьеру начал в клубе «Ньюкасл Юнайтед». Дебютировал в основном составе 1 марта 1922 года в матче Первого дивизиона против «Болтон Уондерерс». Всего провёл за «Ньюкасл» 175 матчей и забил 1 гол.
В июле 1928 года перешёл в «Манчестер Юнайтед» за 3250 фунтов стерлингов для замены Фрэнку Барсону. Дебютировал в основном составе 15 сентября 1928 года в игре против «Ливерпуля» на «Олд Траффорд». Выступал за клуб на протяжении 2 сезонов, сыграв в общей сложности 48 матчей. В сезоне 1929/30 был капитаном команды.
В мае 1930 года перешёл в клуб «Танбридж-Уэллс Рейнджерс», где выступал два сезона. 1 августа 1932 года перешёл в «Уиган Атлетик» в качестве играющего тренера, став первым главным тренером в истории клуба. Завершил карьеру игрока в 1937 году.

## Карьера в сборной
Провёл 2 матча за национальную сборную Англии: 12 апреля 1924 года против сборной Шотландии и 28 февраля 1925 года против сборной Уэльса.

## Тренерская карьера
Спенсер стал первым главным тренером в истории клуба «Уиган Атлетик», основанного в 1932 году. При этом он был играющим тренером. За первые четыре сезона клуб под его руководством три раза выигрывал лигу графства Чешир.
В марте 1937 года стал главным тренером «Гримсби Таун». Работал в клубе до 1951 года.
В ноябре 1952 года стал главным тренером «Йорк Сити». Однако через три месяца после этого назначения, 9 февраля 1953 года, Чарли Спенсер умер в своём доме в Блэкпуле.

## Тренерская статистика
| Уиган Атлетик | Англия | 1 августа 1932 | 30 апреля 1937 | 418 | 293 | 87  | 38 | 70,10 |
| Гримсби Таун  | Англия | 1 мая 1937     | 1 мая 1951     | 326 | 102 | 148 | 76 | 31,28 |
| Йорк Сити     | Англия | 1 ноября 1952  | 1 февраля 1953 | 13  | 5   | 5   | 3  | 38,46 |